# فرهنگ اوزان شعر فارسی
فرهنگ اوزان شعر فارسی کتابی از تقی وحیدیان کامیار است که نویسنده در آن به طبقه‌بندی وزن‌های شعر فارسی پرداخته‌است.

## نقد و نظر
مهدی کمالی (استادیار دانشگاه زنجان) در نشریهٔ پژوهش‌های زبان‌شناسی تطبیقی این کتاب را نقد کرد و برگزیدهٔ یازدهمین دورهٔ جشنواره نقد کتاب شد.
امید طبیب‌زاده در مقاله‌ای مفصل در نامهٔ فرهنگستان نقد این کتاب پرداخت و برای این نقد، نامزدِ دریافتِ جایزهٔ نقد کتاب شد.
هادی اکبرزاده و محمدجواد نورانی نیز در کتاب ماه ادبیات به نقد این کتاب پرداختند.